# Daniel Mindel
Daniel Mindel (* 27. Mai 1958 in Johannesburg, Südafrika) ist ein US-amerikanischer Kameramann.

## Leben
Mindel wurde in Südafrika geboren, erhielt aber seine Bildung in Australien und Großbritannien. Er begann seine Karriere im Filmgeschäft als camera assistant zu Beginn der 1980er Jahre. Durch seine Mitwirkung an zusätzlichen Aufnahmen für den Film Begierde im Jahr 1983 kam er in den Kontakt mit den Regisseuren Ridley und Tony Scott. Er arbeitete mit den beiden bei der Produktion von Werbefilmen zusammen und wirkte auch an ihren Filmprojekten bis in die 1990er Jahre hinein mit.
Mindels erste eigenständige Arbeit als Kameramann erfolgte 1992 bei zwei Folgen der Serie Foxy Fantasies. Es folgten kleinere Projekte und schließlich 1998 der Kinofilm Der Staatsfeind Nr. 1, bei dem Mindel erstmals als Chefkameramann für Tony Scott tätig war. Es folgten weitere gemeinsame Filme.
Der Actionfilm Mission: Impossible III aus dem Jahr 2006 war die erste Zusammenarbeit mit dem Regisseur J. J. Abrams. Weitere Kooperationen folgten 2009 mit Star Trek, Star Trek Into Darkness im Jahr 2013 sowie Star Wars: Das Erwachen der Macht (2015) und Star Wars: Der Aufstieg Skywalkers (2019).
Seit 2008 gehört Mindel der American Society of Cinematographers an. Im November 2010 nahm er eine Mitgliedschaft der British Society of Cinematographers an.
Mindel ist verheiratet.

## Filmografie (Auswahl)
- 1998: Der Staatsfeind Nr. 1 (Enemy of the State)
- 2000: Shang-High Noon
- 2001: Spy Game – Der finale Countdown (Spy Game)
- 2003: Unzertrennlich (Stuck on You)
- 2005: Der verbotene Schlüssel (The Skeleton Key)
- 2005: Domino (Domino)
- 2006: Mission: Impossible III
- 2007: Cutlass (Kurzfilm)
- 2009: Star Trek
- 2012: John Carter – Zwischen zwei Welten (John Carter)
- 2012: Savages
- 2013: Star Trek Into Darkness
- 2014: The Amazing Spider-Man 2: Rise of Electro (The Amazing Spider-Man 2)
- 2015: Star Wars: Das Erwachen der Macht (Star Wars: The Force Awakens)
- 2016: Zoolander 2
- 2018: The Cloverfield Paradox
- 2018: Pacific Rim: Uprising
- 2019: Star Wars: Der Aufstieg Skywalkers (Star Wars: The Rise of Skywalker)
- 2024: Twisters
- 2024: Red One – Alarmstufe Weihnachten (Red One)